# K.I.S.S. (Keep It Sexy & Simple)
K.I.S.S. (Keep It Sexy & Simple) è un album in studio della cantante statunitense Mýa. Il disco è uscito in Giappone nell'aprile 2011 e dopo alcuni mesi anche in Nord America.

## Tracce
Edizione standard giapponese
1. K.I.S.S. – 3:54
2. Rear View Mirror (featuring Sean Paul) – 3:54
3. Fabulous Life – 3:58
4. Mess Up My Hair – 3:32
5. Fugitive of Love – 4:06
6. Love Me Some You (featuring Marques Houston) – 3:32
7. Mr. Incredible – 4:41
8. Problem + Solution – 4:34
9. Runnin' Back (featuring Iyaz) – 3:29
10. Before U Say Goodbye – 4:06
11. Sorry – 3:43
12. Love Comes Love Goes – 4:50
13. Evolve – 3:28

Edizione deluxe Nord America
1. K.I.S.S. – 3:54
2. Rear View Mirror (featuring Sean Paul) – 3:54
3. Take Him Out (featuring Spice) – 3:21
4. Fabulous Life – 3:58
5. Earthquake (featuring Trina) – 3:19
6. Mess Up My Hair – 3:32
7. Break Your Neck – 3:14
8. Fugitive of Love – 4:06
9. Can I – 4:27
10. Love Me Some You (featuring Marques Houston) – 3:32
11. Mr. Incredible – 4:41
12. Problem + Solution – 4:34
13. Love Comes Love Goes – 4:50
14. Evolve – 3:28
15. It's My Birthday – 3:29
16. Somebody Come Get This Bitch – 3:07
17. Love Me Some You (Solo) – 3:32